# Ruta 7 (Paraguay)
Die Ruta 7, nach José Gaspar Rodríguez de Francia benannt, ist eine 417 km lange Fernstraße in Paraguay. Sie verbindet die Ruta 6 bei Capitán Meza im Süden des Landes über Ciudad del Este (Anschluss an die  Ruta 2) und Mayor Julio D. Otaño (Anschluss an die Ruta 18) mit Corpus Christi (Anschluss an die Ruta 17) nahe der Grenze zu Brasilien im Norden.